# Parque nacional Ku-ring-gai Chase
El Parque Nacional Ku-ring-gai Chase es un parque nacional en Nueva Gales del Sur (Australia), ubicado a 25 km al norte de Sídney. Ku-ring-gai Chase es también un suburbio de Sídney.